# Bundesliga de 1977–78
A Primeira Divisão do Campeonato Alemão de Futebol da temporada 1977-1978, denominada oficialmente de Fußball-Bundesliga 1977-1978, foi a 15º edição da principal divisão do futebol alemão. O campeão foi o 1. FC Köln que conquistou seu 3º título na história do Campeonato Alemão.

## Premiação
| 1. Fußball-Bundesliga 1977-1978 |
| Renânia do Norte-Vestfália      |
| ------------------------------- |
| 1. FC KÖLN Campeão (3º título)  |